# Ciclone tropical na região da Austrália
Um ciclone tropical da região da Austrália é um sistema não frontal de baixa pressão que se desenvolveu em um ambiente de altas temperaturas da superfície do mar e pouco vento vertical no Oceano Índico Meridional ou no Oceano Pacífico Sul. Dentro do hemisfério sul, existem oficialmente três áreas onde os ciclones tropicais se desenvolvem em uma base regular, essas áreas são o sudoeste do Oceano Índico entre a África e 90 ° E, a região australiana entre 90 ° E e 160 ° E e a bacia do Pacífico Sul entre 160 ° E e 120 ° W. A região australiana entre 90 ° E e 160 ° E é oficialmente monitorada pelo Australian Bureau de Meteorologia, a Indonésia Agência Meteorológica, Climatológica e Geofísica da Indonésia e o Papua New Guinea National Weather Service e, enquanto outros, como o Serviço Meteorológico de Fiji e a Administração Oceânica e Atmosférica Nacional dos Estados Unidos também monitora a bacia. Cada ano de ciclone tropical nesta bacia começa em 1 de julho e ocorre durante todo o ano, abrangendo a temporada de ciclones tropicais que vai de 1 de novembro e dura até 30 de abril de cada temporada. Na bacia, a maioria dos ciclones tropicais tem as suas origens na zona de convergência do Pacífico Sul ou no vale das monções do norte da Austrália, ambos formando uma extensa área de nebulosidade e são características dominantes da temporada. Dentro desta região, uma perturbação tropical é classificada como um ciclone tropical, quando tem velocidades de vento sustentadas de 10 minutos de mais de 65 km/h (40 mph), que envolve a meio caminho ao redor do centro de circulação de baixo nível, enquanto um ciclone tropical severo é classificado quando as velocidades máximas do vento sustentado de 10 minutos são superiores a 120 km/h (75 mph).

## História da bacia
Há uma história de ciclones tropicais afetando o nordeste da Austrália por mais de 5.000 anos; no entanto, Clement Lindley Wragge foi a primeira pessoa a monitorá-los e nomeá-los.
No início da história dos ciclones tropicais na região australiana, a única evidência de uma tempestade baseava-se em relatórios de navios e observações em terra. Mais tarde, as imagens de satélite começaram na bacia na temporada 1959/1960, embora não fossem contínuas até 1970. Na Austrália Ocidental em particular, a falta de centros populacionais, rotas de navegação, radares e estações offshore significava que as tempestades eram rastreadas com pouca frequência. Após o início das imagens de satélite, a técnica Dvorak foi usada para estimar as intensidades e locais da tempestade.
Cada um dos três centros de alerta de ciclones tropicais (TCWCs) do Bureau de Meteorologia em Perth, Darwin e Brisbane usou a sua própria lista de nomes de ciclones tropicais até à temporada 2008-2009, quando os três TCWCs começaram a usar a única lista de nomes nacional australiana. Da temporada de 2020-2021, os três TCWCs foram oficialmente unificados no Centro de Alerta de Ciclone Tropical do Australian Bureau de Meteorologia (Australian TCWC) que ainda monitora todos os ciclones tropicais que se formam na região da Austrália, incluindo qualquer um dentro das áreas de responsabilidade do TCWC Jacarta ou TCWC Porto Moresby.

## Antecedentes
A região da Austrália é atualmente definida entre 90°E e 160°E e é monitorada por 5 agências diferentes durante a temporada que ocorre de 1 de novembro a 3o de abril.

### Regiões australianas com perspectiva de ciclones tropicais
O Bureau de Meteorologia define quatro regiões dentro da região australiana que são usadas quando a agência emite perspectivas sazonais de ciclones tropicais todos os anos. Essas quatro regiões são denominadas região Oeste, sub-região Noroeste, região Norte e região Leste. A média geral da região australiana é de onze ciclones tropicais por temporada, e a agência avalia a região como um todo para ter um alto nível de precisão ao prever a atividade de ciclones tropicais.
A região Oeste abrange a área a leste de 90 ° E e a oeste de Meridiano 125 E A região cobre o Oceano Índico oriental , incluindo as Ilhas Cocos e a Ilha Christmas, e as águas ao largo da Austrália Ocidental a oeste da Baía de Kuri. A região também cobre as águas ao largo da Indonésia que incluem as principais ilhas de Java, Bali, Lomboque, Sumbawa, Sumba, Flores e a metade ocidental de Timor. A média da região é de sete ciclones tropicais por temporada, e a agência avalia que a região tem um baixo nível de precisão ao prever atividades de ciclones tropicais.
A sub-região Noroeste abrange a área a leste de 105 ° E, a oeste de 130 ° E e ao norte de 25 ° S. A sub-região cobre as águas da Austrália Ocidental ao norte de Baía Shark e se estende para oeste até a Ilha Christmas. A sub-região também cobre as águas ao largo da Indonésia, no extremo oeste até Java e no extremo leste até Timor. A sub-região calcula a média de cinco ciclones tropicais em uma temporada, e o bureau avalia a sub-região para ter um nível moderado de precisão ao prever a atividade de ciclones tropicais.
A região Norte abrange a área a leste de 125 ° E e a oeste de 142,5 ° E. A região abrange o Mar de Timor, o Mar de Banda, o Mar de Arafura e o Golfo de Carpentária. A média da região é de três ciclones tropicais por temporada, e a agência avalia que a região tem um nível muito baixo de precisão ao prever a atividade de ciclones tropicais.
A região Leste abrange a área a leste de 142,5 ° E e a oeste de 160 ° E. A região cobre as águas a leste do Estreito de Torres e inclui o Mar de Coral e o Mar de Tasman. A Ilha de Lord Howe fica dentro da região, mas a Ilha Norfolk fica a leste da região, embora a agência continue a monitorar ciclones tropicais quando eles são uma ameaça para o território externo. A região também cobre as águas da Papua-Nova Guiné e partes ocidentais das Ilhas Salomão. A média da região é de quatro ciclones tropicais por temporada, e o bureau avalia que a região tem um baixo nível de precisão ao prever a atividade de ciclones tropicais.

## Temporadas
| 25 50 75 100 125 150 Jan Fev Mar Abr Maio Jun Jul Ago Set Out Nov Dez - Categoria 5 - Categoria 4 - Categoria 3 - Categoria 2 - Categoria 1 - Baixa tropical |

### 1967-1969
| Temporada | Baixas Tropicais | Ciclones Tropicais | Ciclones Tropicais Severos | Tempestades mais fortes | Fatalidades | Prejuízos | Nomes retirados | Referências |
| --------- | ---------------- | ------------------ | -------------------------- | ----------------------- | ----------- | --------- | --------------- | ----------- |
| 1967–68   |                  |                    |                            |                         |             |           | Dinah           |             |
| 1968–69   |                  |                    |                            |                         |             |           |                 |             |
| 1969–70   | 14               | 14                 | 1                          |                         | 14          | ?         | Ada             |             |

### Década de 1970
| Temporada | Baixas Tropicais | Ciclones Tropicais | Ciclones Tropicais Severos | Tempestades mais fortes | Fatalidades  | Prejuízos | Nomes retirados      | Referências |
| --------- | ---------------- | ------------------ | -------------------------- | ----------------------- | ------------ | --------- | -------------------- | ----------- |
| 1970–71   | 20               | 20                 | 10                         | Sheila-Sophie           | Desconhecido | ?         | Dora, Fiona-Gertie   |             |
| 1971–72   | 18               | 18                 | 10                         | Emily                   | Desconhecido | ?         | Althea, Daisy, Emily |             |
| 1972–73   | 15               | 15                 | 8                          | Flores                  | 1,574>       | ?         | Madge                | [ 7 ]       |
| 1973–74   | 19               | 19                 | 9                          | Jessie                  | Desconhecido | ?         | Wanda                |             |
| 1974–75   | 16               | 16                 | 7                          | Tracy                   | 71>          | ?         | Tracy, Trixie        |             |
| 1975–76   | 16               | 15                 | 9                          | Watorea                 | Desconhecido | ?         | Joan, David, Beth    |             |
| 1976–77   | 13               | 13                 | 6                          | Ted                     | Desconhecido | ?         | Ted                  |             |
| 1977–78   | 9                | 5                  | 2                          | Alby                    | Desconhecido | ?         | Alby                 |             |
| 1978–79   | 13               | 12                 | 5                          | Hazel                   | Desconhecido | ?         |                      |             |
| 1979–80   | 15               | 15                 | 9                          | Amy                     | Desconhecido | ?         | Simon                |             |

### Década de 1980
| Temporada | Baixas Tropicais | Ciclones Tropicais | Ciclones Tropicais Severos | Tempestades mais fortes | Fatalidades  | Prejuízos     | Nomes retirados                  | Referências |
| --------- | ---------------- | ------------------ | -------------------------- | ----------------------- | ------------ | ------------- | -------------------------------- | ----------- |
| 1980–81   | 14               | 14                 | 11                         | Mabel                   | Desconhecido | Desconhecido  | Cliff                            |             |
| 1981–82   | 15               | 15                 | 7                          | Chris-Damia             | Desconhecido | Desconhecido  |                                  |             |
| 1982–83   | 7                | 7                  | 5                          | Elinor                  | Desconhecido | Desconhecido  | Jane, Elinor                     |             |
| 1983–84   | 22               | 21                 | 11                         | Kathy                   | 1            | $19 Million   | Kathy, Lance                     |             |
| 1984–85   | 20               | 18                 | 11                         | Kristy                  | 0            | $3.5 Million  | Nigel, Sandy, Margot             |             |
| 1985–86   | 17               | 16                 | 8                          | Victor                  | 153          | $250 Million  | Winifred, Manu                   |             |
| 1986–87   | 9                | 7                  | 2                          | Elsie                   | 0            | Nenhum        | Connie, Jason, Elsie             |             |
| 1987–88   | 6                | 5                  | 2                          | Gwenda-Ezenina          | 1            | $17.9 Million | Agi, Charlie, Herbie             |             |
| 1988–89   | 14               | 13                 | 6                          | Orson                   | 6            | $93.9 Million | Ilona, Delilah, Ned, Aivu, Orson |             |
| 1989–90   | 14               | 14                 | 4                          | Alex                    | Desconhecido | Desconhecido  | Pedro, Felicity, Tina, Ivor      |             |

### Década de 1990
| Temporada | Baixas Tropicais | Ciclones Tropicais | Ciclones Tropicais Severos | Tempestades mais fortes | Fatalidades | Prejuízos       | Referências |
| --------- | ---------------- | ------------------ | -------------------------- | ----------------------- | ----------- | --------------- | ----------- |
| 1990–91   | 12               | 10                 | 7                          | Marian                  | 27          |                 |             |
| 1991–92   | 12               | 10                 | 9                          | Harriet-Heather         | 5           | $9 400 000      |             |
| 1992–93   | 8                | 8                  | 4                          | Oliver                  | 0           | $950 000 000    |             |
| 1993–94   | 14               | 12                 | 7                          | Theodore                | 22          |                 |             |
| 1994–95   | 19               | 6                  | 6                          | Chloe                   | 1           |                 |             |
| 1995–96   | 19               | 15                 | 9                          | Olivia                  | 1           | $58 500 000     |             |
| 1996–97   | 17               | 15                 | 5                          | Pancho                  | 34          | $190 000 000    |             |
| 1997–98   | 11               | 9                  | 4                          | Tiffany                 |             |                 | [ 8 ]       |
| 1998–99   | 21               | 14                 | 9                          | Gwenda                  | 8           | $250 000 000    | [ 8 ]       |
| 1999-00   | 14               | 12                 | 5                          | John/Paul               | 0           | $250 500 000    | [ 8 ]       |
|           | 147              | 111                | 65                         | Gwenda                  | 98          | ≥$1 708 900 000 |             |

### Década de 2000
| Temporada | Baixas Tropicais | Ciclones Tropicais | Ciclones Tropicais Severos | Tempestades mais fortes | Fatalidades | Prejuízos       | Referências |
| --------- | ---------------- | ------------------ | -------------------------- | ----------------------- | ----------- | --------------- | ----------- |
| 2000–01   | 9                | 8                  | 3                          | Sam                     | 2           | $12 800 000     | [ 8 ]       |
| 2001–02   | 14               | 10                 | 4                          | Chris                   | 19          | $929 000        | [ 8 ]       |
| 2002–03   | 11               | 8                  | 3                          | Inigo                   | 62          | $28 000 000     | [ 8 ]       |
| 2003–04   | 13               | 10                 | 5                          | Fay                     | 0           | $20 000 000     | [ 8 ]       |
| 2004–05   | 13               | 10                 | 4                          | Ingrid                  | 5           | $14 400 000     | [ 8 ]       |
| 2005–06   | 18               | 14                 | 9                          | Monica                  | 0           | $5 100 000      | [ 8 ]       |
| 2006–07   | 8                | 5                  | 3                          | George                  | 3           |                 | [ 8 ]       |
| 2007–08   | 14               | 9                  | 3                          | Pancho                  | 149         | $86 000 000     | [ 8 ]       |
| 2008–09   | 24               | 11                 | 3                          | Hamish                  | 5           | $103 300 000    | [ 8 ]       |
| 2009–10   | 13               | 8                  | 4                          | Laurence                | 3           | $681 000 000    | [ 8 ]       |
|           | 137              | 93                 | 41                         | Inigo                   | 249         | ≥$1 754 129 000 |             |

### Década de 2010
| Temporada | Baixas Tropicais | Ciclones Tropicais | Ciclones Tropicais Severos | Tempestades mais fortes | Fatalidades | Prejuízos        | Referências |
| --------- | ---------------- | ------------------ | -------------------------- | ----------------------- | ----------- | ---------------- | ----------- |
| 2010–11   | 28               | 11                 | 5                          | Yasi                    | 3           | $3 556 200 000   | [ 8 ] [ 9 ] |
| 2011–12   | 21               | 7                  | 2                          | Lua                     | 16          | > $230 000 000   | [ 9 ]       |
| 2012–13   | 16               | 10                 | 4                          | Narelle                 | 20          | $2 500 074 000   | [ 10 ]      |
| 2013–14   | 17               | 10                 | 5                          | Ita                     | 22          | $957 700 000     |             |
| 2014–15   | 18               | 9                  | 7                          | Marcia                  | 1           | > $732 000 000   |             |
| 2015–16   | 11               | 3                  | 0                          | Stan                    | 0           | Nenhum           | [ A 1 ]     |
| 2016–17   | 30               | 9                  | 3                          | Ernie                   | 16          | $1 800 000 000   |             |
| 2017–18   | 23               | 11                 | 3                          | Marcus                  | 41          | $165 000 000     |             |
| 2018–19   | 25               | 11                 | 6                          | Veronica                | 14          | $1 631 040 000   |             |
| 2019–20   | 18               | 8                  | 3                          | Damien                  | 28          | Nenhum           |             |
|           | 207              | 89                 | 38                         | Marcus                  | 161         | ≥$12 595 000 000 |             |

### Década de 2020
| Temporada | Baixas Tropicais | Ciclones Tropicais | Ciclones Tropicais Severos | Tempestades mais fortes | Fatalidades | Prejuízos | Referências |
| --------- | ---------------- | ------------------ | -------------------------- | ----------------------- | ----------- | --------- | ----------- |
| 2020–21   | 11               | 3                  | 0                          | Kimi                    | 0           | Nenhum    |             |
|           | 11               | 3                  | 0                          | Kimi                    | 0           | None      |             |